# انفجار نووي

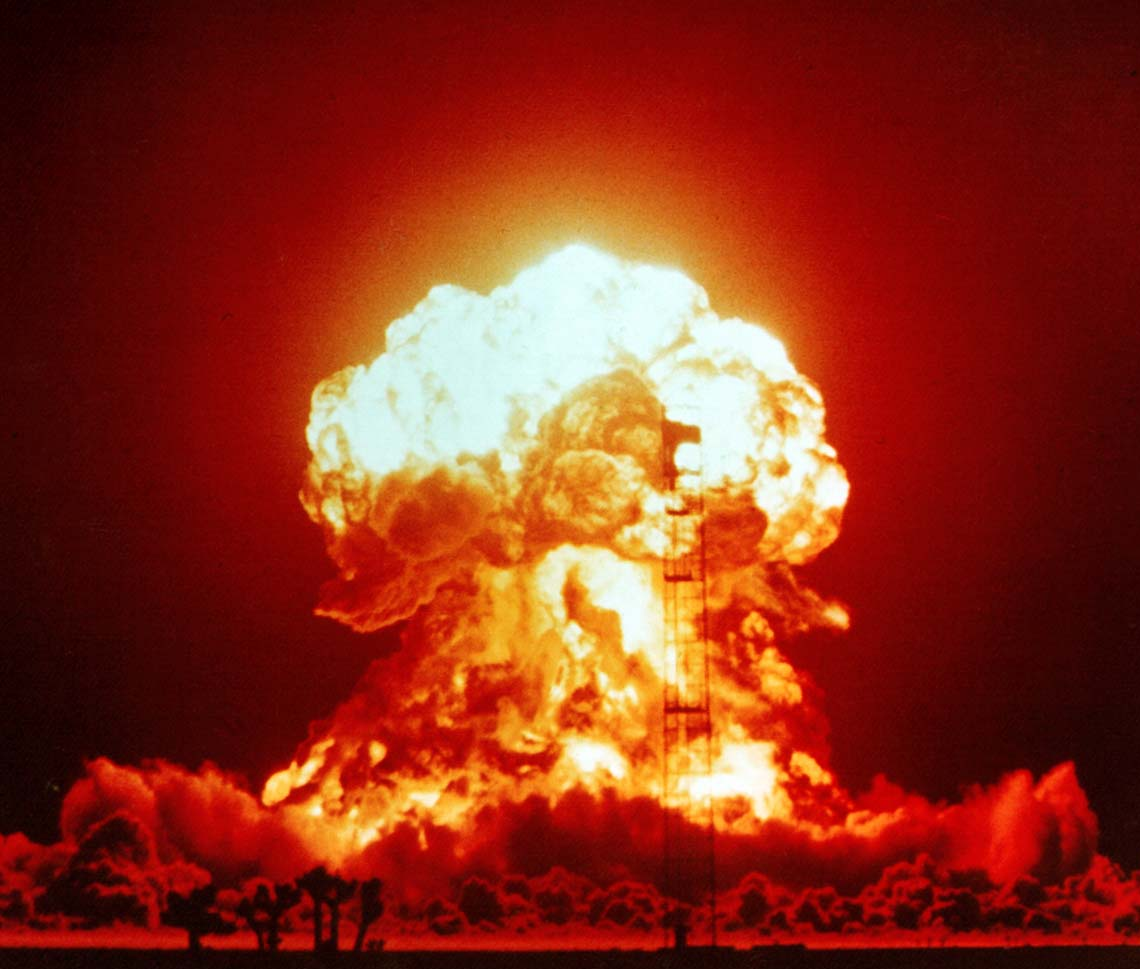
سحابة فطر بقوة انفجارية تبلغ 23 كيلو طن تحمل اسم بادجر والتي انفجرت في 18 أبريل 1953 في صحراء نيفادا كجزء من سلسلة اختبارات الأسلحة النووية في عملية أبشوت نوتهول.

الانفجار النووي هو انفجار يحدث نتيجة للإفراج السريع للطاقة من تفاعل نووي عالي السرعة. قد يكون التفاعل الرئيسي هو الانشطار النووي أو الاندماج النووي أو مجموعة متتالية متعددة المراحل من الاثنين على الرغم من أن جميع الأسلحة التي تعتمد على الاندماج استخدمت حتى الآن أداة انشطارية لبدء الاندماج ويبقى سلاح الاندماج النقي جهازًا افتراضيًا.
وترتبط الانفجارات النووية في الغلاف الجوي بسحب عيش الغراب ، على الرغم من أن سحابات الفطر يمكن أن تحدث مع انفجارات كيميائية كبيرة. من الممكن حدوث انفجار نووي مفجر من دون هذه الغيوم والانفجارات النووية تنتج الإشعاع والحطام الإشعاعي.

## نظرة تاريخية

### البدايات (الانفجارات الانشطارية)
أُجري أول انفجار نووي في 16 يوليو 1945، الساعة 5:50 صباحًا في موقع اختبار ترينيتي بالقرب من ألاموغوردو، نيو مكسيكو، في الولايات المتحدة، وهي منطقة تُعرف الآن باسم وايت ساندز. تضمن الحدث اختبارًا واسع النطاق لقنبلة انشطار داخلي نووية. في مذكرة أرسِلت إلى وزير الحرب الأمريكي، قال الجنرال ليزلي جروفز أن الطاقة الناتجة عن الانفجار تراوحت بين 15000 و20000 طن من مادة التي إن تي. بعد هذا الاختبار، أُسقِطت قنبلة نووية من اليورانيوم (تُسمى قنبلة الولد الصغير) على مدينة هيروشيما اليابانية في 6 أغسطس 1945، وقد أنتجت طاقةً تعادل 15 كيلوطن من التي إن تي؛ وفي 9 أغسطس 1945، أسقِطت قنبلة انفجار داخلي من البلوتونيوم (تُسمى قنبلة الرجل البدين) على مدينة ناغازاكي، وقد أنتجت طاقة تعادل 21 كيلوطن من التي إن تي. قنبلتي الولد الصغير والرجل البدين هما المثالان الوحيدان في التاريخ على استخدام الأسلحة النووية في الحرب.
في 29 أغسطس 1949، أصبح الاتحاد السوفيتي ثاني دولة تختبر بنجاح سلاحًا نوويًا. أنتجت قنبلة آر دي إس 1، التي سُميت قنبلة البرق الأول من قِبل الاتحاد السوفييتي وقنبلة جو 1 من قبل الولايات المتحدة، انفجارًا بطاقة 20 كيلوطن من التي إن تي وكانت في الأساس نسخةً عن تصميم قنبلة البلوتونيوم الأمريكية، قنبلة الرجل البدين.

### العصر الحراري النووي (انفجارات الاندماج النووي)
أُجري أول اختبار نووي حراري للولايات المتحدة، آيفي مايك، في 1 نوفمبر 1952 في جزر آتول إنيويتوك، وأنتج طاقةً تعادل 10 ميغا طن من التي إن تي. في 12 أغسطس 1953، نفذ الاتحاد السوفييتي أول اختبار نووي حراري خاص به، آر دي إس 6 إس (جو 4)، في موقع اختبار سيميبالاتينسك في كازاخستان وأنتج الانفجار طاقةً تعادل 400 كيلو طن من التي إن تي. كان تصميم قنبلة آر دي إس 6 إس، الملقب بسلويكا، مشابهًا بدرجة كبيرة للتصميم الأمريكي الخاص بإدوارد تيلر، المُلقب بساعة المنبه، إذ شمل التصميم مرحلتين: أُطلِق الانفجار الأول عن طريق الانشطار النووي بينما أُطلِق الانفجار الثاني الأقوى عن طريق الاندماج النووي. تتكون نواة تصميم سلويكا من سلسلة من الكرات ذات مركز مشترك مكونة من مواد مختلفة للمساعدة على تعزيز طاقة الانفجار.

### عصر انتشار الأسلحة النووية
في السنوات التي أعقبت الحرب العالمية الثانية، أجرت ثماني دول تجارب نووية شملت 2475 قنبلة أُطلِقت خلال 2120 تجربة. في عام 1963، وقعت الولايات المتحدة والاتحاد السوفيتي والمملكة المتحدة على معاهدة الحظر المحدود للتجارب النووية، وتعهدت هذه الدول بالامتناع عن اختبار الأسلحة النووية في الغلاف الجوي أو تحت الماء أو في الفضاء الخارجي. سمحت المعاهدة بإجراء الاختبارات النووية تحت الأرضية. انضمت عدة دول غير نووية إلى المعاهدة بعد دخولها حيز التنفيذ؛ مع ذلك، لم توقع فرنسا والصين (كلاهما دولتان تمتلكان أسلحة نووية) على المعاهدة.
كانت التطبيقات النووية عسكريةً بالأساس (أي أسلحة نووية). تشمل الانفجارات النووية المتبقية ما يلي:
- دفع النبض النووي، بما في ذلك استخدام الانفجارات النووي كاستراتيجية لحرف الكويكبات المهددة للأرض.
- توليد الطاقة.
- الانفجارات النووية السلمية.

## الأسلحة نووية
تاريخيًا، استُخدمت الأسلحة النووية مرتين في الحرب — كلاهما من قبل الولايات المتحدة ضد اليابان خلال الحرب العالمية الثانية. وقع الهجوم الأول في صباح يوم 6 أغسطس 1945، عندما أسقطت القوات الجوية للجيش الأمريكي قنبلة يورانيوم، أطلق عليها اسم الولد الصغير، على مدينة هيروشيما، ما أسفر عن مقتل 70 ألف شخص، من بينهم 20000 مقاتل ياباني و20000 عامل رقيق كوري. وقع الحادث الثاني بعد ثلاثة أيام عندما أسقطت القوات الجوية للجيش الأمريكي قنبلة بلوتونيوم من نوع الانفجار الداخلي، أطلق عليه اسم الرجل البدين، على مدينة ناغازاكي. قتل الانفجا 39000 شخص، بما في ذلك 27778 موظف ياباني يعمل في صناعة الذخائر، و2000 عامل رقيق كوري، و150 مقاتل ياباني. في المجمل، قُتل نحو 109000 شخص في الانفجارين. بالنسبة لمعظم الحكومات، تُعتبر الأسلحة النووية سلاحًا رادعًا؛ أدى الدمار الهائل الذي سببته الأسلحة النووية إلى الحد من استخدامها في الحروب.

### آثار الإنفجارات النووية
إن التأثيرات المهيمنة لسلاح نووي (الانفجار والإشعاع الحراري) هي نفس آليات الضرر المادي مثل المتفجرات التقليدية ، لكن الطاقة التي تنتجها المتفجرات النووية هي أكثر بملايين المرات لكل غرام ودرجات الحرارة. الأسلحة النووية تختلف تمامًا عن الأسلحة التقليدية بسبب الكمية الهائلة من الطاقة المتفجرة التي يمكنها إخمادها وأنواع التأثير المختلفة التي تنتجها ، مثل درجات الحرارة المرتفعة والإشعاع النووي.
التأثير المدمر للانفجار لا يتوقف بعد الانفجار الأولي ، كما هو الحال مع المتفجرات التقليدية. تسير سحابة من الإشعاع النووي من مركز الانفجار ، مما يتسبب في تأثير للحياة حتى بعد توقف موجات الحر.
أي انفجار نووي (أو حرب نووية) سيكون له تأثيرات كارثية واسعة النطاق وطويلة الأجل. التلوث الإشعاعي قد يسبب طفرات جينية وسرطان عبر عدة أجيال.